# Trachycosmus cockatoo
Trachycosmus cockatoo är en spindelart som beskrevs av Norman I. Platnick 2002. Trachycosmus cockatoo ingår i släktet Trachycosmus och familjen Trochanteriidae.
Artens utbredningsområde är Victoria, Australien. Inga underarter finns listade i Catalogue of Life.